# Robert Edwin Peary
Robert Edwin Peary   (Cresson, 6 de maig de 1856 - Washington DC, 20 de febrer de 1920) va ser un explorador estatunidenc que va declarar ser la primera persona a arribar al pol Nord geogràfic (el 6 d'abril de 1909). A aquesta declaració se li va donar crèdit durant la major part del segle XX però ja en la seva època va ser criticada i actualment està amplament posada en dubte. També va ser el primer a explorar la Terra de Peary a Groenlàndia 
Robert Edwin Peary va néixer a Cresson, Pennsilvània el 1856. Peary es va graduar el 1877.
Peary va fer diverses expedicions a l'Àrtic, explorant Groenlàndia amb trineus de gossos el 1886 i 1891 i va tornar a aquesta gran illa tres vegades en la dècada de 1890. Dues vegades va intentar travessar el nord-est de Groenlàndia per sobre del casquet glacial.
Al contrari que altres exploradors anteriors, Peary estudià les tècniques de supervivència dels inuits, construí iglús, i es vestí amb les pells que confeccionava aquest poble i els inuits l'acompanyaren en les seves expedicions.